# Hospital Panti Rapih
El Hospital Panti Rapih (en indonesio: Rumah Sakit Panti Rapih) es uno de los mayores hospitales privados en Yogyakarta, Indonesia. Fue fundado en 1929 por cinco hermanas de San Carlos Borromeo. Está gestionado por la Fundación Panti Rapih.
En enero de 1929, cinco hermanas de San Carlos Borromeo llegaron a Yogyakarta para servir a las personas enfermas. Eran la Sra. Gaudentia Brand, Sra. Yudith de Laat, Sor Ignacia Lemmens, Sra. Simonia y la Sra Ludolpha de Groot. Con la ayuda de Ir. Schmutzer, se construyó un hospital.
El 25 de agosto de 1929, el edificio fue bendecido por Monseñor. Van Velsen, S.J. y el 14 de septiembre de 1929, el hospital fue inaugurado por el sultán Hamengkubuwono VIII como el Hospital Onder  de Bogen.